# Rafael Bautista
Rafael Bautista Arenas (* 7. Oktober 1965 in Mexiko-Stadt) ist ein ehemaliger mexikanischer Fußballspieler auf der Position eines Verteidigers.

## Laufbahn
Bautista spielte zu Beginn der 1990er Jahre beim CF Monterrey, mit dem er in der Saison 1991/92 den mexikanischen Pokalwettbewerb gewann. Danach spielte er (unter anderem) für Atlético Morelia (1996/97) und Atlético Celaya (1997 bis 2001).
Nach seiner aktiven Laufbahn begann Bautista eine Tätigkeit als Fußballtrainer und war unter anderem im Trainerstab der Erstligavereine Jaguares de Chiapas und Monarcas Morelia tätig.

## Erfolge
- Mexikanischer Pokalsieger: 1991/92